# シャドウ・オブ・ウルフ
『シャドウ・オブ・ウルフ』（原題：Shadow of the Wolf）は、1992年制作のカナダ・フランスの映画。
世界12カ国で翻訳されたカナダ人作家イヴ・テリオーのベストセラー小説“Agaguk”を原作に、エスキモーと異文化との接触で起こる悲劇を描いた作品。日本では1996年1月19日公開。

## あらすじ
エスキモーの族長クルマクの息子アガグクはある日、白人の悪徳商人ブラウンを殺害してしまう。
アガグクは恋人のイギユクと共に村を去るが、事件の担当となったヘンダーソン刑事が2人を追跡する…。

## キャスト
※括弧内は日本語吹替
- アガグク - ルー・ダイアモンド・フィリップス（池田秀一）
- クルマク - 三船敏郎（小林勝彦）
- イギユク - ジェニファー・ティリー（佐々木るん）
- ヘンダーソン - ドナルド・サザーランド（家弓家正）
- スコット - ニコラス・キャンベル（田中正彦）
- ブラウン - ベルナール・ピエール・ドナデュー（小島敏彦）

## 備考
ドナルド・サザーランドは出演をオファーされた際、尊敬する三船敏郎が出演する事を知り、脚本を読まずに出演を快諾した。